# Международный аэропорт имени Эль Тари
Международный аэропорт имени Эль Тари (индон. Bandar Udara Internasional El Tari) (ИАТА: KOE, ИКАО: WATT) — международный аэропорт в Купанге, Восточная Нуса-Тенгара, Индонезия. Аэропорт назван в честь Эль Тари (1926–1978), губернатора Восточной Нуса-Тенгара с 1966 по 1978 год. В 2004 году код ИКАО аэропорта был изменен с WRKK на WATT. По состоянию на декабрь 2018 года из аэропорта совершалось не менее 258 рейсов в неделю.

## Расширение
Аэропорт в настоящее время проходит программу расширения. Будут добавлены два телетрапа, а площадь терминала будет увеличена с нынешних 7 400 квадратных метров до 15 900 квадратных метров. Терминал будет построен в два этажа с залами ожидания на верхнем этаже.

## Авиакомпании и направления
Ранее аэропорт обслуживал международные рейсы в Дили и Дарвин. Международные маршруты были приостановлены в 1990-х годах из-за предполагаемых нарушений прав человека вооруженными силами Индонезии в Восточном Тиморе.  Маршрут Купанг-Дили был возобновлен 15 декабря 2017 года, авиакомпанией Air Timor.

## Авиакатастрофы и происшествия
- 27 ноября 2009 г.  Boeing 737-400 авиакомпании Batavia Air, совершил аварийную посадку после того, как была обнаружена проблема с шасси[7].
- 2 декабря 2009 г. Fokker 100 Merpati Nusantara Airlines совершил аварийную посадку, когда левая стойка шасси не выдвинулась. Пострадавших среди пассажиров и членов экипажа нет[7].
- 10 июня 2013 г. Xian MA60 авиакомпании Merpati Nusantara Airlines, потерпел крушение на взлетно-посадочной полосе после жесткой посадки. В результате крушения никто не погиб, но 25 человек получили ранения. Пятеро, в том числе капитан, были серьезно ранены. Расследование, проведенное NTSC, показало, что пилот перевел дроссель назад, в результате чего самолет потерял подъемную силу. Катастрофа стала втором с участием Xian MA60, эксплуатируемого Merpati[8].
- 21 декабря 2015 г[9]. Embraer ERJ-195 Kalstar Aviation, выполнявший рейс из Энде в Сурабаю через Купанг, пролетел мимо взлетно-посадочной полосы аэропорта[10].